# توما-فرانسوا دالیبار
 توما-فرانسوا دالیبار (انگلیسی: Thomas-François Dalibard؛ زاده ۱۷۰۹ درگذشته ۱۷۹۹) یک فیزیک‌دان اهل فرانسه بود.